# V (cantante)
Kim Tae-hyung (en hangul, 김태형; en hanja, 金泰亨; Daegu, 30 de diciembre de 1995), conocido por su nombre artístico V, es un cantante, compositor, bailarín, actor y modelo surcoreano. Desde 2013 es miembro del grupo BTS bajo la compañía Big Hit Music. El 8 de septiembre de 2023, tuvo su gran y esperado debut en solitario, con el álbum Layover y su tercer sencillo del mismo álbum

## Primeros años y educación
Kim Taehyung nació el 30 de diciembre de 1995 en Daegu, Corea del Sur, y creció en Geochang-gun. Es el mayor de dos hermanos; tiene una hermana y un hermano menor. Comenzó a aspirar a ser un cantante profesional en la escuela primaria, por lo que para lograrlo empezó a tomar clases de saxofón, con el apoyo de su padre. Se convirtió en aprendiz de Big Hit después de pasar una audición en Daegu en 2011.
Después de terminar la secundaria en la Korean Arts High School en 2014, V asistió a la Global Cyber University, de donde se graduó en agosto de 2020 con una especialidad en Entretenimiento y Telecomunicación. A fecha de 2021, estudia una Maestría en Administración de Empresas en la Hanyang Cyber University.

## Carrera

### 2013-presente: BTS
V debutó como integrante de BTS el 13 de junio de 2013 y desde entonces, en su carrera como parte del grupo, ha interpretado tres canciones en solitario: «Stigma», «Singularity» y «Inner Child». «Stigma» formó parte del segundo álbum de estudio de BTS Wings (2016) y «Singularity» se lanzó como el tema introductorio de Love Yourself: Tear (2018). Un mes después de su publicación, The Guardian lo añadió a su lista de reproducción «Top 50 de canciones para el mes de junio de 2018». Billboard incluyó el tema en el puesto 28 en su lista de críticos musicales «Top 50 de canciones de BTS». En general, «Singularity» fue bien recibida por los críticos. The New York Times la colocó en el número 20 de su lista «Las 65 mejores canciones de 2018», junto con «Fake Love». El crítico de música pop de Los Angeles Times, Mikael Wood, la nombró la cuarta «mejor canción de 2018». Además, Laura Snapes de The Guardian la incluyó como una de sus pistas favoritas en su lista «La mejor música de 2018: Álbumes y canciones».
El 25 de octubre de 2018, él y los demás integrantes de BTS recibieron la Orden al Mérito Cultural, específicamente la quinta clase (Hwagwan), otorgada por el Presidente de Corea del Sur. Similarmente, en julio de 2021 el presidente Moon Jae-in lo eligió —junto con los otros miembros del grupo— como Enviado Presidencial Especial para las Generaciones Futuras y la Cultura para «liderar la agenda global para las generaciones futuras, como el crecimiento sostenible» y «expandir los esfuerzos diplomáticos de Corea del Sur y su posición mundial» en la comunidad internacional.

### 2016-presente: Actividades en solitario

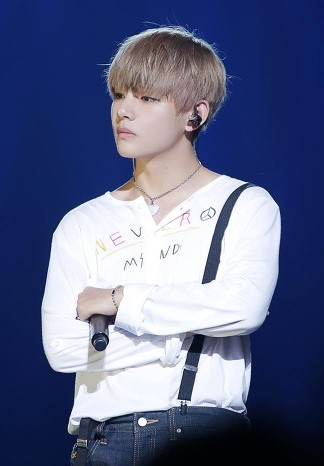
V en Kobe, Japón en marzo de 2016.

El 4 de febrero de 2016, V apareció junto a Kim Min Jae en el programa Celebrity Bromance, de la cadena MBC. En el mismo mes, V realizó su debut como actor en el drama histórico Hwarang: The Poet Warrior Youth de KBS 2TV y colaboró en la banda sonora de la serie con el tema «It's Definitely You», que también contó con la participación de su compañero de grupo Jin. El 8 de junio de 2017 publicó la canción «4 O'Clock», que produjo con RM para celebrar el cuarto aniversario de BTS.
V lanzó su primera canción como solista, «Scenery», el 30 de enero de 2019 a través de la cuenta de SoundCloud de BTS. Se trata de una balada escrita y compuesta por V —quien también tomó la fotografía de la portada—, producida por Docskim con contribuciones adicionales de Pdogg y Hiss Noise. Rompió récords en SoundCloud al alcanzar 100 millones de streams en catorce días, que fue el periodo más corto para una pista en la plataforma, y en las siguientes dos semanas tras su lanzamiento superó nueve veces las marcas de streams diarios. Siete meses después publicó su segunda canción, y primera totalmente en inglés, titulada «Winter Bear» mediante Soundcloud, además de un video musical dirigido por él en el canal de YouTube de BTS. V produjo el tema con RM, Hiss Noise y Adora. Asimismo, tomó la fotografía de la portada usando su pseudónimo Vante.
En 2020 formó parte de la banda sonora del drama Itaewon Class de JTBC con la canción «Sweet Night», que se lanzó el 13 de marzo. V la produjo y la escribió completamente en inglés. En general, recibió reseñas favorables por parte de los críticos musicales, quienes elogiaron su composición, la interpretación vocal de y la letras afectuosas. Debutó en el número dos en la Billboard Digital Song Sales en Estados Unidos, por lo que fue el estreno de un solista coreano con la mejor posición en la historia de la lista hasta ese momento. El 25 de diciembre de ese año, V publicó la pista «Snow Flower», que contó con la participación de Peakboy.
En 2021 participó en la banda sonora del drama Our Beloved Summer de Studio N con la canción «Christmas Tree», que se lanzó el 24 de diciembre. El tema debutó en el número 79 en la Billboard Hot 100 y fue la primera entrada de V en la lista. Al año siguiente, protagonizó en la serie estilo «reality show» de Disney+ llamado In the Soop: Friendcation con Peakboy, Park Seo-joon, Choi Woo-shik y Park Hyung-sik; la serie se estrenó en julio y finalizó en agosto. En febrero de 2023, V apareció en una segunda serie estilo "reality show", el programa de viajes y cocina exclusivo de Prime Video, Jinny's Kitchen, junto a Park Seo-joon y Choi Woo-shik. Al mes siguiente, V fue anunciado como embajador de la marca de la empresa de inversión de Indonesia SimInvest y embajador mundial de la marca de lujo francesa Celine. En julio, V se convirtió en embajador de la marca Cartier y en el rostro de la campaña Panthère de Cartier de ese mismo mes.
El 8 de agosto de 2023, se reveló un breve video para anunciar el nuevo álbum de V, titulado «Layover», que será su debut oficial en solitario. El álbum, producido por Min Hee-jin de ADOR, se lanzara globalmente el 8 de septiembre de 2023 a la 1 p. m. KST. «Layover» consta de 6 pistas en total, con 5 videos musicales planeados en ser revelados.  El 8 de septiembre de 2023, tuvo su gran y esperado debut en solitario, con el álbum Layover y su tercer sencillo del mismo álbum Slow Dancing.

## Arte
V es un barítono. Karen Ruffini de Elite Daily comentó en su artículo que «V (...) no tiene problemas para producir tonos bajos y relajantes, que son elementos clave en el sonido general de BTS». Por otro lado, Tamar Herman, de Billboard, dijo que «con un rango amplio y un tono profundo, la voz expresiva de V es una base para la música de BTS».

## Impacto e influencia

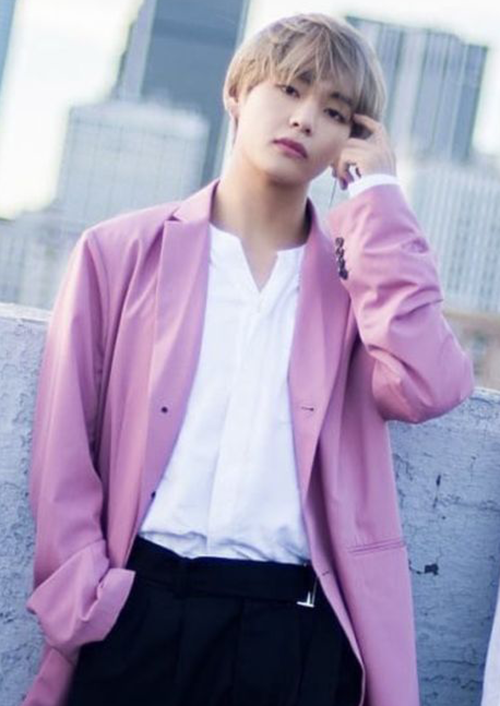
V en Los Ángeles, California en 2017

En 2018 Eugene Investment & Securities Co., Ltd. condujo una investigación en la que se analizó la industria del k-pop; la palabra «V» se posicionó en el primer lugar de la lista de palabras clave más buscadas en línea en Corea del Sur en los últimos 5 años. Se posicionó el puesto 9 de una encuesta realizada por Gallup Corea sobre los idols más preferidos de 2018.
Varios artistas lo citan como una influencia y modelo a seguir, entre ellos se encuentran: Younghoon y Hwall de The Boyz, Jaehyun de Golden Child, Byun Hyun-min de Rainz, Yeosang y Mingi de Ateez, Jungseung y Dylan de D-Crunch, Bao de Lucente, y el exmiembro de Wanna One, Park Ji-hoon.

## Vida personal
El 2018 se reportó que V vive en Hannam-dong, Seúl, Corea del Sur con sus compañeros de banda. En julio de 2019, compró un apartamento por valor de ₩ 5100 millones (2019) (US$ 4,38 millones).

### Salud
En octubre de 2018, durante el concierto Love Yourself World Tour en París, V tuvo dificultades para cantar debido a una enfermedad y tuvo que abstenerse de algunas de sus partes durante el concierto. En octubre de 2021, la agencia de V anunció que se abstendría de la coreografía durante los conciertos de Permission To Dance on Stage debido a una lesión en la pantorrilla y que permanecería sentado mientras cantaba.

## Discografía

### Álbumes de estudio
- Layover (2023)

### Sencillos

#### Como artista principal
| Título                                                                                            | Año  | Posición más alta | Posición más alta | Posición más alta | Posición más alta | Posición más alta | Posición más alta | Posición más alta | Ventas        | Álbum                               |
| Título                                                                                            | Año  | CAN               | COR               | COR               | EUA               | EUA               | HUN               | JPN               | Ventas        | Álbum                               |
| Título                                                                                            | Año  | CAN               | Gaon              | Billb.            | Hot 100           | World             | HUN               | JPN               | Ventas        | Álbum                               |
| ------------------------------------------------------------------------------------------------- | ---- | ----------------- | ----------------- | ----------------- | ----------------- | ----------------- | ----------------- | ----------------- | ------------- | ----------------------------------- |
| «It's Definitely You» (con Jin)                                                                   | 2016 | —                 | 34                | —                 | —                 | 8                 | 15                | —                 | - COR: 76 657 | Hwarang: The Poet Warrior Youth OST |
| «Sweet Night»                                                                                     | 2020 | —                 | 14                | —                 | —                 | —                 | 1                 | —                 | N/A           | Itaewon Class OST                   |
| «Christmas Tree»                                                                                  | 2021 | 82                | 18                | 25                | 79                | —                 | 1                 | 29                | N/A           | Our Beloved Summer OST              |
| «—» indica que la canción no alcanzó posición alguna o certificación o no fue lanzada en el país. |      |                   |                   |                   |                   |                   |                   |                   |               |                                     |

### Otras canciones
| Título          | Año  | Formato                     | Notas       | Ref    |
| --------------- | ---- | --------------------------- | ----------- | ------ |
| «95 Graduation» | 2014 | Descarga digital, streaming | Con Jimin   | [ 67 ] |
| «Hug me»        | 2015 | Descarga digital, streaming | Con j-hope  | [ 68 ] |
| «4 O'Clock»     | 2017 | Descarga digital, streaming | Con RM      | [ 69 ] |
| «Scenery»       | 2019 | Descarga digital, streaming | N/A         | [ 70 ] |
| «Winter Bear»   | 2019 | Descarga digital, streaming | N/A         | [ 71 ] |
| «Snow Flower»   | 2020 | Descarga digital, streaming | Con Peakboy | [ 72 ] |

#### En listas
| Título                                                                                            | Año  | Posición más alta | Posición más alta | Posición más alta | Posición más alta | Posición más alta | Posición más alta | Posición más alta | Ventas         | Álbum               |
| Título                                                                                            | Año  | CAN               | COR               | COR               | EUA               | EUA               | HUN               | JPN               | Ventas         | Álbum               |
| Título                                                                                            | Año  | CAN               | Gaon              | Billb.            | Hot 100           | World             | HUN               | JPN               | Ventas         | Álbum               |
| ------------------------------------------------------------------------------------------------- | ---- | ----------------- | ----------------- | ----------------- | ----------------- | ----------------- | ----------------- | ----------------- | -------------- | ------------------- |
| «Stigma»                                                                                          | 2016 | —                 | 26                | —                 | —                 | 1                 | 8                 | —                 | - COR: 110 898 | Wings               |
| «Intro: Singularity»                                                                              | 2018 | —                 | 54                | 10                | —                 | 1                 | 23                | 34                | - EUA: 10 000  | Love Yourself: Tear |
| «Inner Child»                                                                                     | 2020 | —                 | 24                | 19                | —                 | 1                 | 7                 | —                 | N/A            | Map of the Soul: 7  |
| «—» indica que la canción no alcanzó posición alguna o certificación o no fue lanzada en el país. |      |                   |                   |                   |                   |                   |                   |                   |                |                     |

### Composiciones
Todas las canciones han sido adaptadas de la base de datos de la Korea Music Copyright Association.
| Canción                     | Año  | Álbum                                            | Artista |
| --------------------------- | ---- | ------------------------------------------------ | ------- |
| «Outro: Circle Room Cypher» | 2013 | 2 Cool 4 Skool                                   | BTS     |
| «Hold Me Tight»             | 2015 | The Most Beautiful Moment in Life, Part 1        | BTS     |
| «Boyz with Fun»             | 2015 | The Most Beautiful Moment in Life, Part 1        | BTS     |
| «Run»                       | 2015 | The Most Beautiful Moment in Life, Part 2        | BTS     |
| «Run» (Ballad mix)          | 2016 | The Most Beautiful Moment in Life: Young Forever | BTS     |
| «Run» (Alternative mix)     | 2016 | The Most Beautiful Moment in Life: Young Forever | BTS     |
| «Stigma»                    | 2016 | Wings                                            | BTS     |
| «4 O'Clock»                 | 2017 | Sin álbum                                        | RM y V  |
| «Scenery»                   | 2019 | Sin álbum                                        | V       |
| «Winter Bear»               | 2019 | Sin álbum                                        | V       |
| «Inner Child»               | 2020 | Map of the Soul: 7                               | BTS     |
| «Sweet Night»               | 2020 | Itaewon Class Original Soundtrack                | V       |
| «Blue & Grey»               | 2020 | Be                                               | BTS     |
| «Snow Flower»               | 2020 | Sin álbum                                        | V       |

## Filmografía

### Tráileres y vídeos cortos
| Año  | Título      | Director                 | Ref.   |
| ---- | ----------- | ------------------------ | ------ |
| 2016 | Stigma #3   | Yong-seok Choi (Lumpens) | [ 80 ] |
| 2018 | Singularity | Yong-seok Choi (Lumpens) | [ 81 ] |

### Televisión
| Año  | Programa                          | Papel              | Notas                                                      | Ref.   |
| ---- | --------------------------------- | ------------------ | ---------------------------------------------------------- | ------ |
| 2014 | Show! Music Core                  | Presentador        | Con Kim So-hyun                                            | [ 82 ] |
| 2015 | Music Bank                        | Presentador        | Ep. 814 con Park Bo-gum y Himchan (B.A.P)                  | [ 83 ] |
| 2015 | Show! Music Core                  | Presentador        | Con Kim So-hyun y Zico                                     |        |
| 2016 | Inkigayo                          | Presentador        | Con J-Hope, Moonbyul y Wheein                              | [ 84 ] |
| 2016 | Celebrity Bromance                | Él mismo           | Temporada 1. Ep.1-4 con Kim Min-jae                        | [ 85 ] |
| 2016 | Hwarang: The Poet Warrior Youth   | Seok Han-sung      | Papel secundario                                           | [ 19 ] |
| 2017 | Music Bank (Especial de Singapur) | Presentador        | Con Park Bo-gum e Irene                                    | [ 86 ] |
| 2017 | Inkigayo                          | Presentador        | Con Jisoo y Jinyoung                                       | [ 87 ] |
| 2022 | In the Soop: Friendship Trip      | Miembro del elenco |                                                            | [ 88 ] |
| 2023 | Jinny's Kitchen                   | Miembro del elenco | Con Lee Seo-jin, Jung Yu-mi, Park Seo-joon y Choi Woo-shik | [ 89 ] |

## Premios y nominaciones
| Premiación         | Año  | Categoría                   | Nominado/trabajo            | Resultado | Ref.   |
| ------------------ | ---- | --------------------------- | --------------------------- | --------- | ------ |
| APAN Star Awards   | 2020 | Mejor banda sonora original | «Sweet Night»               | Ganador   | [ 90 ] |
| Melon Music Awards | 2017 | Mejor banda sonora original | «It's Definitely You»       | Nominado  | [ 91 ] |
| Soompi Awards      | 2018 | Mejor idol actor            | V                           | Ganador   | [ 92 ] |
| Soompi Awards      | 2019 | Mejor coreografía           | «Singularity»               | Ganador   | [ 93 ] |
| Prêmio Anual K4US  | 2022 | Mejor banda sonora original | «Christmas Tree»            | Ganador   | [ 94 ] |
| Prêmio Anual K4US  | 2022 | Mejor reality show          | «In The Soop: Friendcation» | Ganador   | [ 95 ] |

### Récords mundiales
| Publicación                   | Año  | Récord mundial                                                        | Ref.   |
| ----------------------------- | ---- | --------------------------------------------------------------------- | ------ |
| Libro Guinness de los récords | 2021 | Cuenta de Instagram más rápida en obtener un millón de seguidores     | [ 96 ] |
| Libro Guinness de los récords | 2021 | Cuenta de Instagram más rápida en obtener diez millones de seguidores | [ 96 ] |